# Lutilhous
Lutilhous est une commune française située dans l'est du département des Hautes-Pyrénées, en région Occitanie. Sur le plan historique et culturel, la commune est dans la région gasconne de Magnoac, située sur le plateau de Lannemezan, qui reprend une partie de l’ancien Nébouzan, qui possédait plusieurs enclaves au cœur de la province de Comminges et a évolué dans ses frontières jusqu’à plus ou moins disparaitre.
Exposée à un climat de montagne, elle est drainée par la Baïse, le canal du Bouès, le Lène et par divers autres petits cours d'eau. La commune possède un patrimoine naturel remarquable composé de deux zones naturelles d'intérêt écologique, faunistique et floristique.
Lutilhous est une commune rurale qui compte 214 habitants en 2022. Elle fait partie de l'aire d'attraction de Lannemezan. Ses habitants sont appelés les Lutilhousains ou  Lutilhousaines.

## Géographie

### Localisation
La commune de Lutilhous se trouve dans le département des Hautes-Pyrénées, en région Occitanie.
Elle se situe à 24 km à vol d'oiseau de Tarbes, préfecture du département, à 16 km de Bagnères-de-Bigorre, sous-préfecture, et à 9 km de Tournay, bureau centralisateur du canton de la Vallée de l'Arros et des Baïses dont dépend la commune depuis 2015 pour les élections départementales.
La commune fait en outre partie du bassin de vie de Lannemezan.
Les communes les plus proches sont : 
Lagrange (1,4 km), Péré (1,7 km), Caharet (1,9 km), Bégole (3,0 km), Capvern (3,3 km), Houeydets (3,9 km), Mauvezin (4,1 km), Molère (4,5 km).
Sur le plan historique et culturel, Lutilhous fait partie de la région gasconne de Magnoac, située sur le plateau de Lannemezan, qui reprend une partie de l’ancien Nébouzan, qui possédait plusieurs enclaves au cœur de la province de Comminges et a évolué dans ses frontières jusqu’à plus ou moins disparaitre.

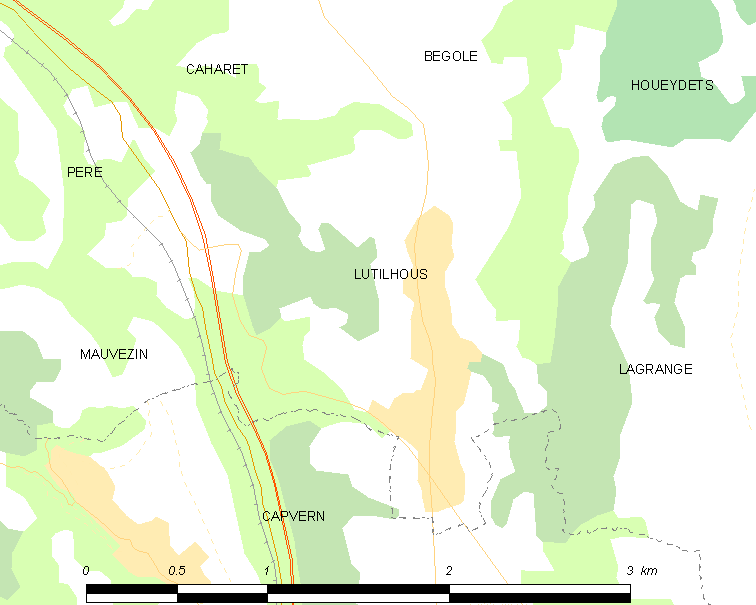
Carte de la commune de Lutilhous et des proches communes.

| Caharet  | Bégole    | Houeydets (sur 100 m) |
| Péré     | Lutilhous | Lagrange              |
| Mauvezin | Capvern   |                       |

### Hydrographie
La rivière de la Baïse traverse la commune du sud au nord et forme une partie de la limite est  avec la commune de Lagrange.
     
La rivière de la Lène traverse la commune du sud au nord et forme une partie de la limite ouest avec les communes de Capvern, Péré et Mauvezin.
    
Le canal du Bouès traverse la commune du sud au nord en son centre.
  
Le ruisseau de Coustalat prend sa source sur la commune et se jette dans la Lène et forme la limite nord  avec la commune de Caharet.

### Climat
Le climat qui caractérise la commune est qualifié, en 2010, de « climat des marges montargnardes », selon la typologie des climats de la France qui compte alors huit grands types de climats en métropole. En 2020, la commune ressort du type « climat de montagne » dans la classification établie par Météo-France, qui ne compte désormais, en première approche, que cinq grands types de climats en métropole. Pour ce type de climat, la température décroît rapidement en fonction de l'altitude. On observe une nébulosité minimale en hiver et maximale en été. Les vents et les précipitations varient notablement selon le lieu.
Les paramètres climatiques qui ont permis d’établir la typologie de 2010 comportent six variables pour les températures et huit pour les précipitations, dont les valeurs correspondent à la normale 1971-2000. Les sept principales variables caractérisant la commune sont présentées dans l'encadré ci-après.
| Paramètres climatiques communaux sur la période 1971-2000 - Moyenne annuelle de température : 11,7 °C - Nombre de jours avec une température inférieure à −5 °C : 2,9 j - Nombre de jours avec une température supérieure à 30 °C : 4,4 j - Amplitude thermique annuelle : 14,1 °C - Cumuls annuels de précipitation : 948 mm - Nombre de jours de précipitation en janvier : 9,9 j - Nombre de jours de précipitation en juillet : 7 j |

Avec le changement climatique, ces variables ont évolué. Une étude réalisée en 2014 par la Direction générale de l'Énergie et du Climat complétée par des études régionales prévoit en effet que la  température moyenne devrait croître et la pluviométrie moyenne baisser, avec toutefois de fortes variations régionales. Ces changements peuvent être constatés sur la station météorologique de Météo-France la plus proche, « Lannemezan », sur la commune de Lannemezan, mise en service en 1970 et qui se trouve à 5 km à vol d'oiseau,, où la température moyenne annuelle est de 11,5 °C et la hauteur de précipitations de 1 159,3 mm pour la période 1981-2010.
Sur la station météorologique historique la plus proche, « Tarbes-Lourdes-Pyrénées », sur la commune d'Ossun, mise en service en 1946 et à 29 km, la température moyenne annuelle évolue de 12,2 °C pour la période 1971-2000, à 12,6 °C pour 1981-2010, puis à 12,9 °C pour 1991-2020.

### Milieux naturels et biodiversité

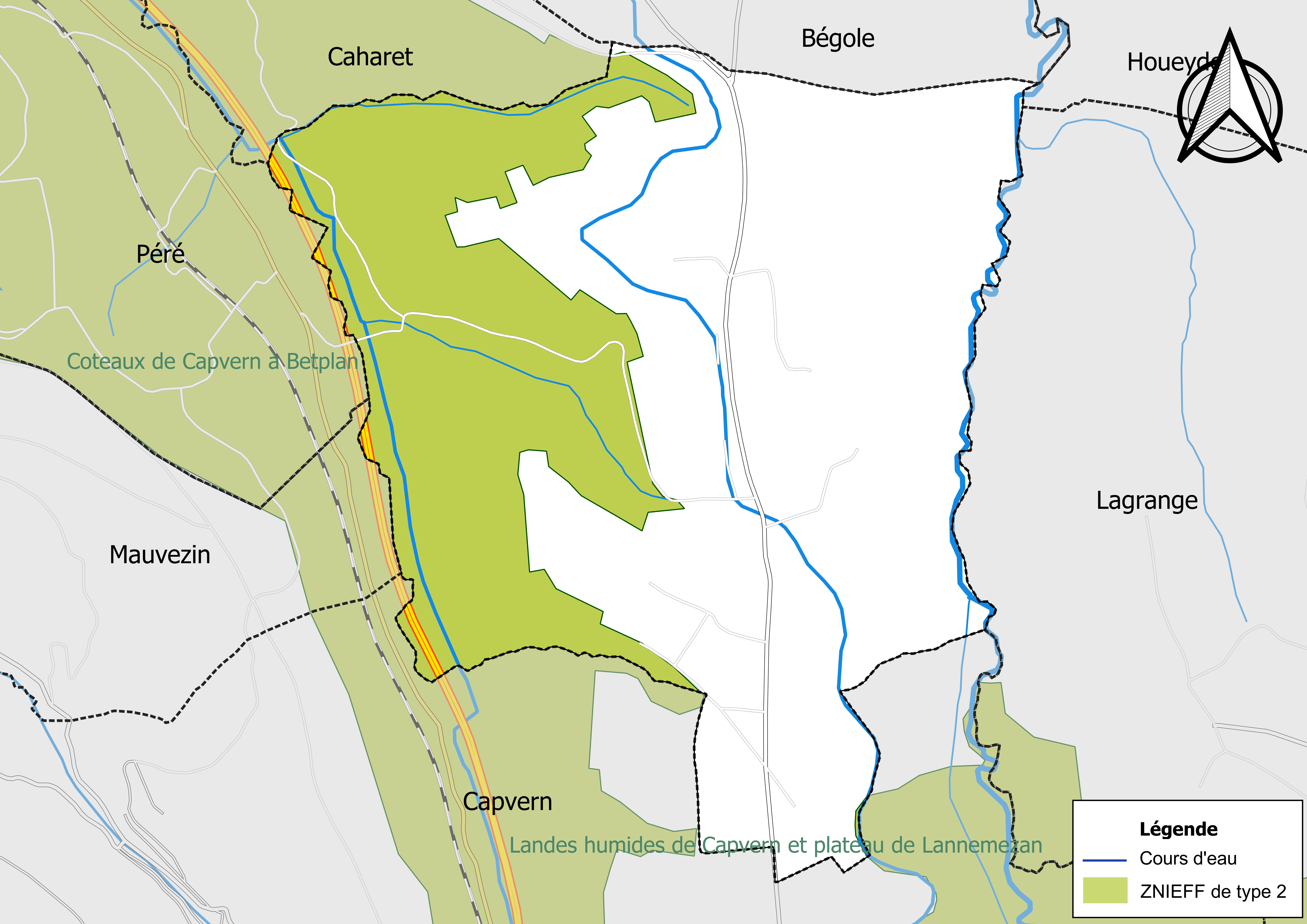
Carte des ZNIEFF de type 2 localisées sur la commune.

L’inventaire des zones naturelles d'intérêt écologique, faunistique et floristique (ZNIEFF) a pour objectif de réaliser une couverture des zones les plus intéressantes sur le plan écologique, essentiellement dans la perspective d’améliorer la connaissance du patrimoine naturel national et de fournir aux différents décideurs un outil d’aide à la prise en compte de l’environnement dans l’aménagement du territoire.
Deux ZNIEFF de type 2 sont recensées sur la commune :
- les « coteaux de Capvern à Betplan » (10 246 ha), couvrant 46 communes dont huit dans le Gers et 38 dans les Hautes-Pyrénées[20] ;
- les « landes humides de Capvern et plateau de Lannemezan » (1 172 ha), couvrant 6 communes du département[21].

## Urbanisme

### Typologie
Au 1er janvier 2024, Lutilhous est catégorisée commune rurale à habitat dispersé, selon la nouvelle grille communale de densité à sept niveaux définie par l'Insee en 2022.
Elle est située hors unité urbaine. Par ailleurs la commune fait partie de l'aire d'attraction de Lannemezan, dont elle est une commune de la couronne,. Cette aire, qui regroupe 65 communes, est catégorisée dans les aires de moins de 50 000 habitants,.

### Occupation des sols
L'occupation des sols de la commune, telle qu'elle ressort de la base de données européenne d’occupation biophysique des sols Corine Land Cover (CLC), est marquée par l'importance des territoires agricoles (44,8 % en 2018), une proportion sensiblement équivalente à celle de 1990 (45,3 %). La répartition détaillée en 2018 est la suivante : 
zones agricoles hétérogènes (44,8 %), forêts (41 %), zones urbanisées (14,2 %).
L'IGN met par ailleurs à disposition un outil en ligne permettant de comparer l’évolution dans le temps de l’occupation des sols de la commune (ou de territoires à des échelles différentes). Plusieurs époques sont accessibles sous forme de cartes ou photos aériennes : la carte de Cassini (XVIIIe siècle), la carte d'état-major (1820-1866) et la période actuelle (1950 à aujourd'hui).

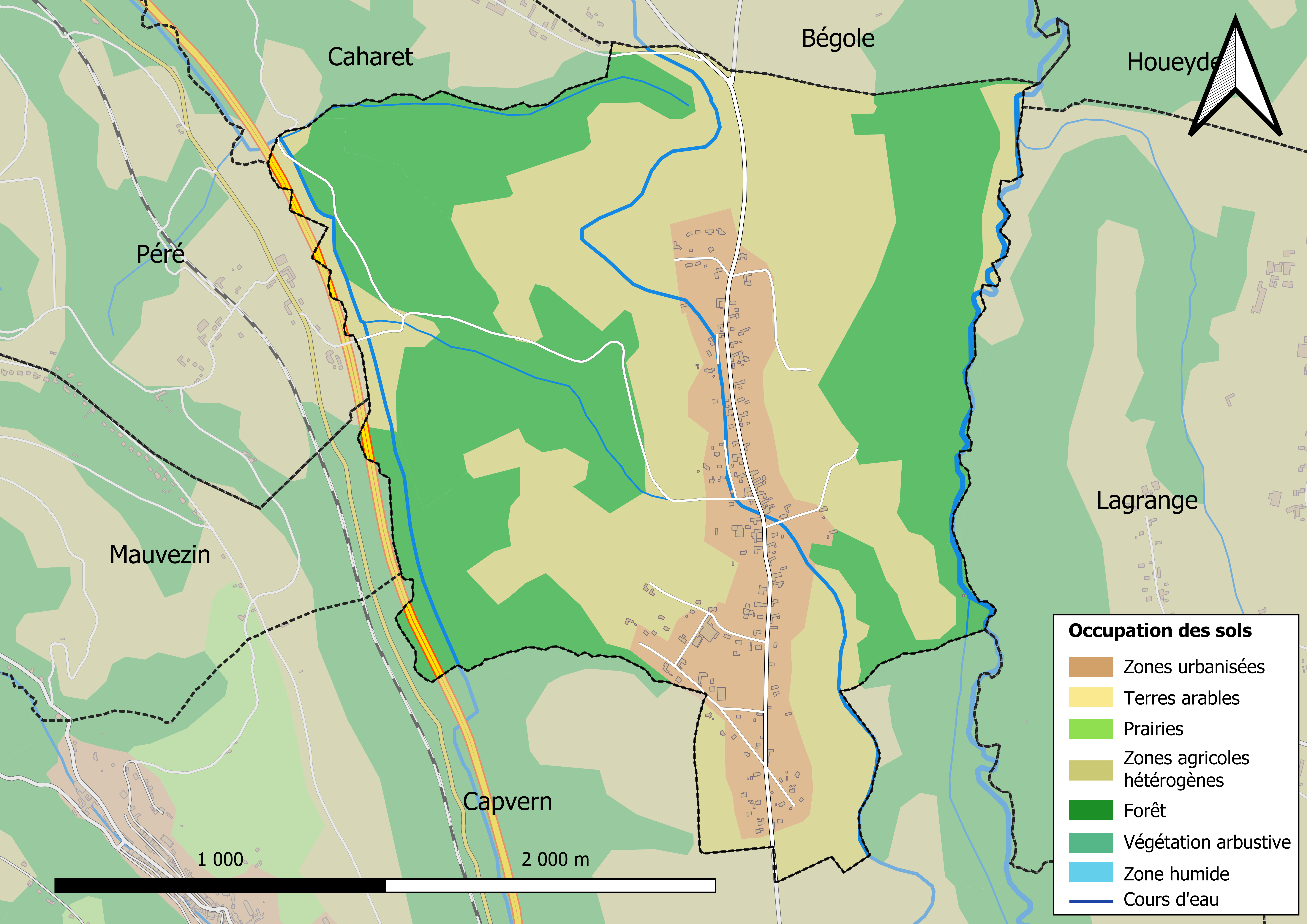
Carte des infrastructures et de l'occupation des sols en 2018 (CLC) de la commune.
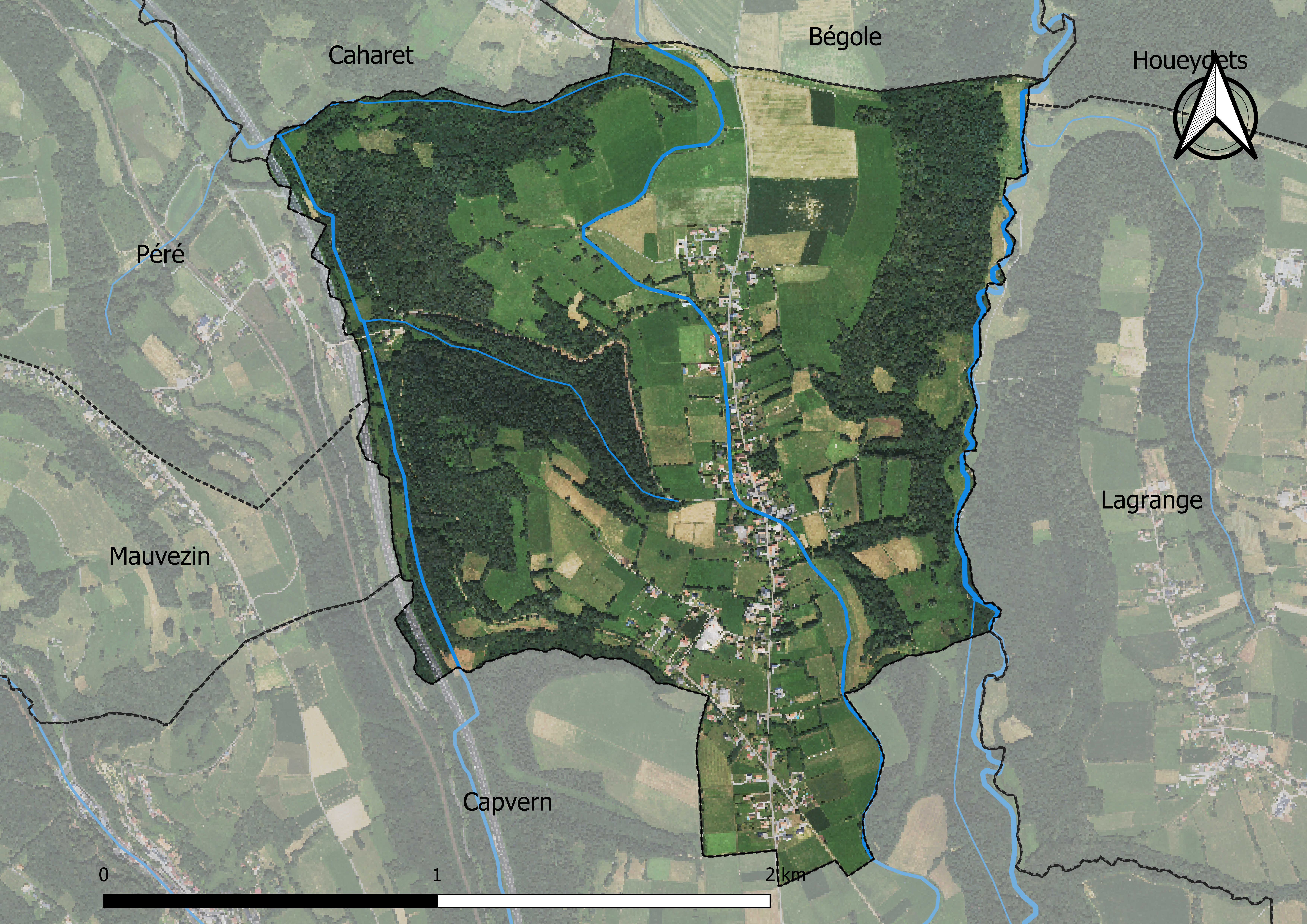
Carte orthophotogrammétrique de la commune.

### Logement
En 2012, le nombre total de logements dans la commune est de 112.

Parmi ces logements, 83,0 % sont des résidences principales, 12,6 % des résidences secondaires et 4,5 % des logements vacants.

### Voies de communication et transports

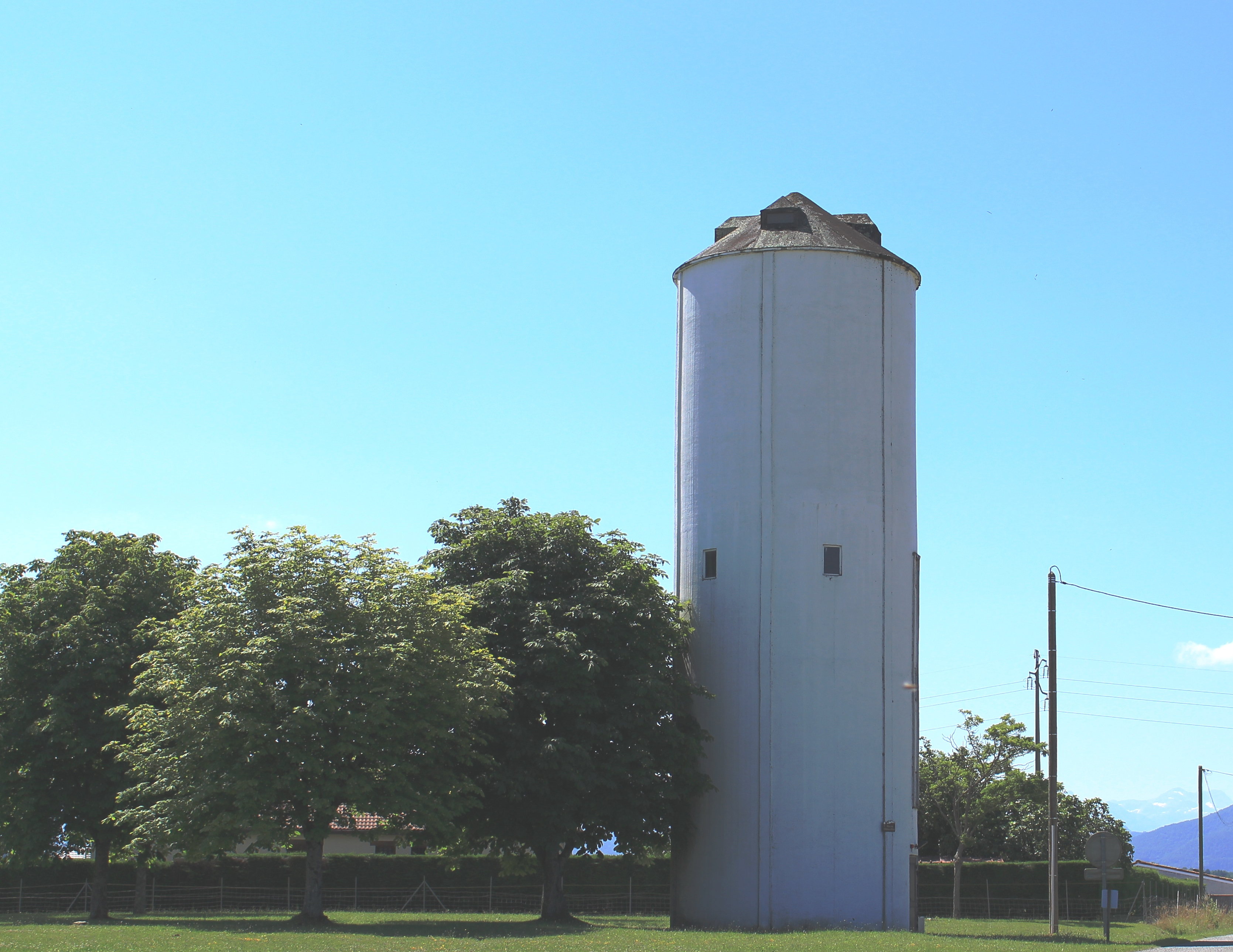
Le château d’eau en 2019.

Cette commune est desservie par la route départementale D 11.

## Toponymie

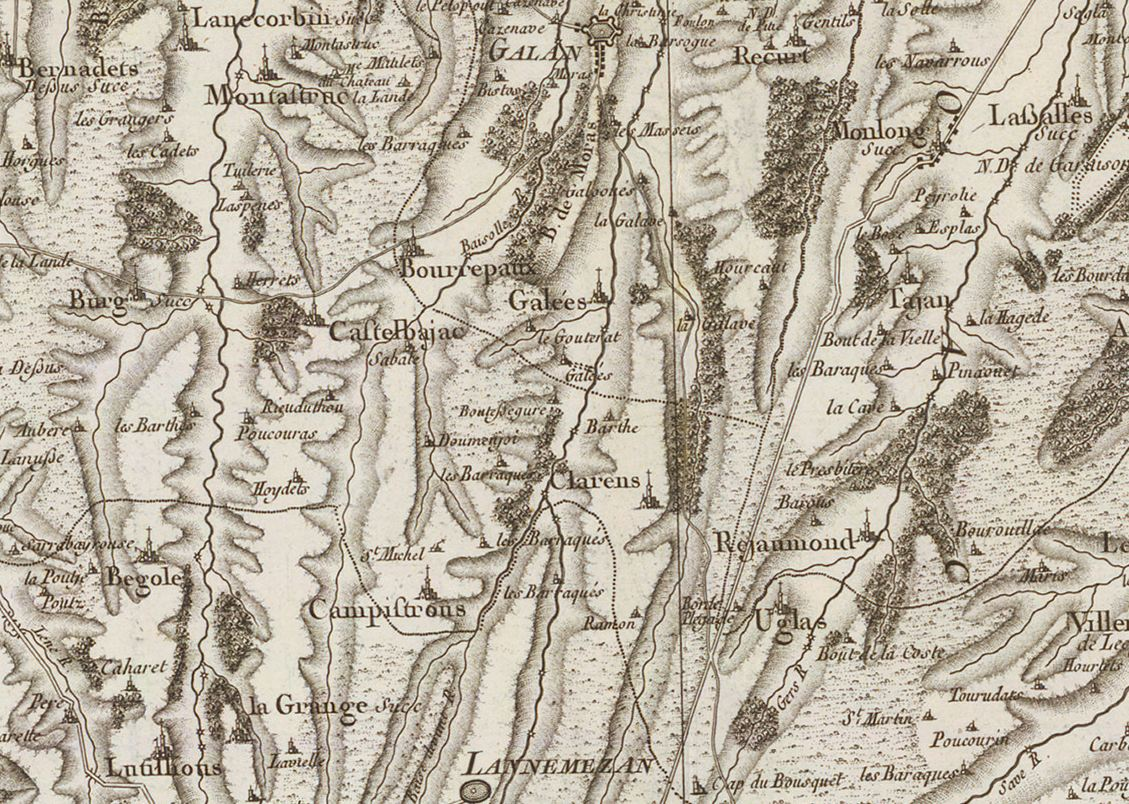
Extrait de la carte de Cassini (entre 1756 et 1789) situant Lutilhous à l'ouest de Lannemezan

On trouvera les principales informations dans le Dictionnaire toponymique des communes des Hautes Pyrénées de Michel Grosclaude et Jean-François Le Nail qui rapporte les dénominations historiques du village :
Dénominations historiques :
- De Luctilhos, (XIIe siècle, cartulaire de Bigorre) ;
- De Luctillos, De Luctellos, (ibid.) ;
- de Luctilhos, (1300, enquête Bigorre ; 1313, Debita regi Navarre) ;
- de Luctilhos, (1379, procuration Tarbes) ;
- De Luctilhous, (1342, pouillé de Tarbes) ;
- Luctilhous, (1685, registres paroissiaux) ;
- Luctilhous, (1760, Larcher, pouillé de Tarbes) ;
- Lutilhous, (fin XVIIIe siècle, carte de Cassini).

Étymologie : Luc (= bois) et tilhós (= planté de tilleuls).
Nom occitan : Luctilhós.

## Histoire
Le village de Lutilhous est situé sur le tracé d'une ancienne voie romaine. Elle reliait les villes de Tolosa (Toulouse), Lugdunum Convenarum (Saint-Bertrand-de-Comminges) à la côte basque. Cette voie romaine existe encore partiellement. Son revêtement est constitué de gros galets issus probablement des rivières environnantes.
Le nom de Lutilhous proviendrait d'une déformation latine signifiant « des tilleuls ». En effet le village est connu pour ses nombreux tilleuls. Les armoiries du village représentent d'ailleurs un ours debout s'appuyant sur un grand tilleul.

### Cadastre napoléonien de Lutilhous
Le plan cadastral napoléonien de Lutilhous est consultable sur le site des archives départementales des Hautes-Pyrénées.

## Politique et administration

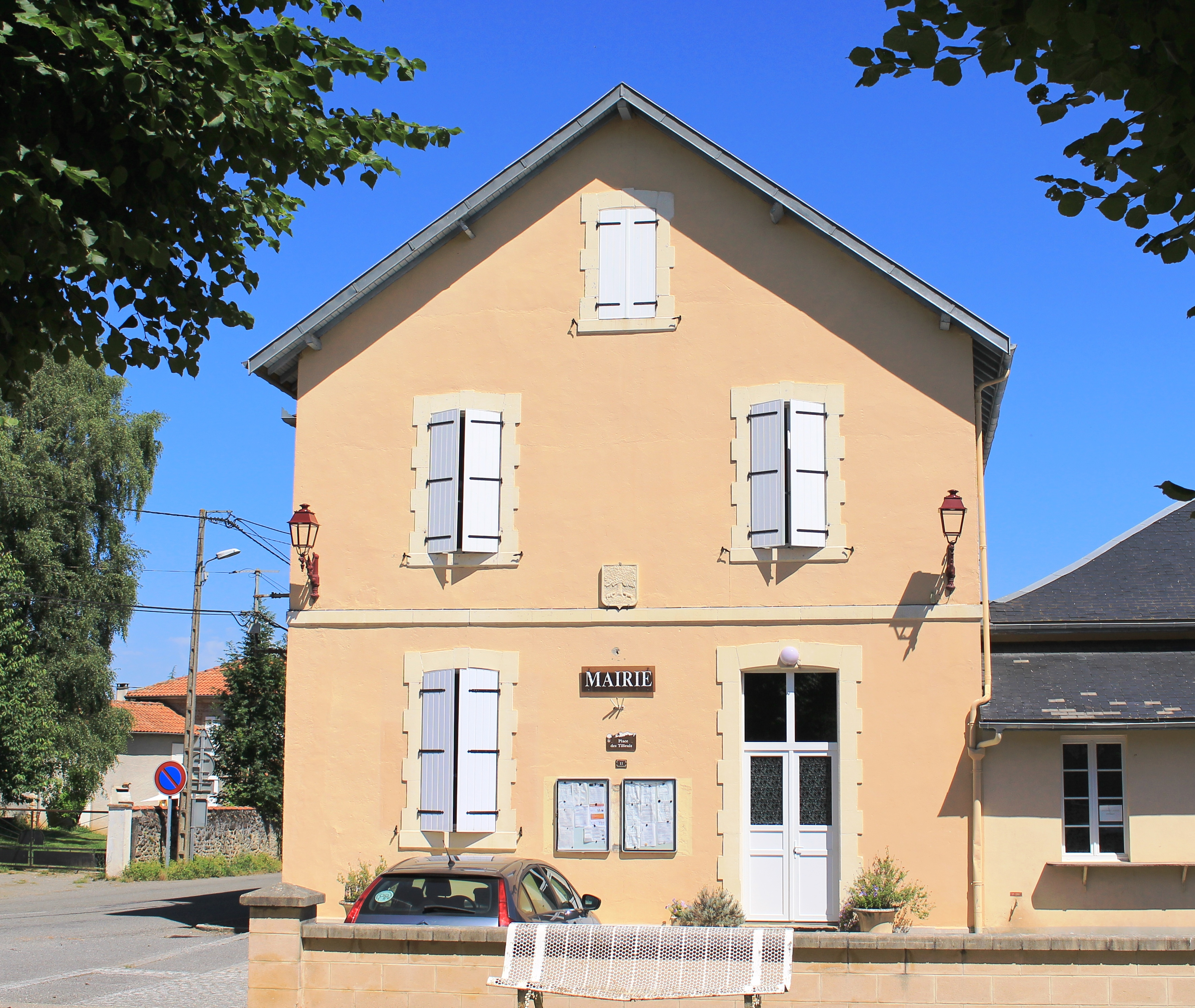
La mairie en 2019.

### Liste des maires
| Période                                  | Période   | Identité            | Étiquette | Qualité |
| ---------------------------------------- | --------- | ------------------- | --------- | ------- |
| Les données manquantes sont à compléter. |           |                     |           |         |
|                                          |           |                     |           |         |
| mars 1995                                | mars 2001 | René Péré           |           |         |
| mars 2001                                | mars 2020 | Suzanne Simoïs      |           |         |
| mars 2020                                | En cours  | Dominique Zapparoli |           |         |

### Rattachements administratifs et électoraux

#### Historique administratif
Sénéchaussée de Toulouse, élection d'Astarac de Nébouzan, viguerie de Mauvezin, canton de Lannemezan (depuis 1790).

#### Intercommunalité
Lutilhous appartient à la communauté de communes du Plateau de Lannemezan Neste-Baronnies-Baïses créée en janvier 2017 et qui réunit 57 communes.

## Population et société

### Démographie

#### Évolution démographique

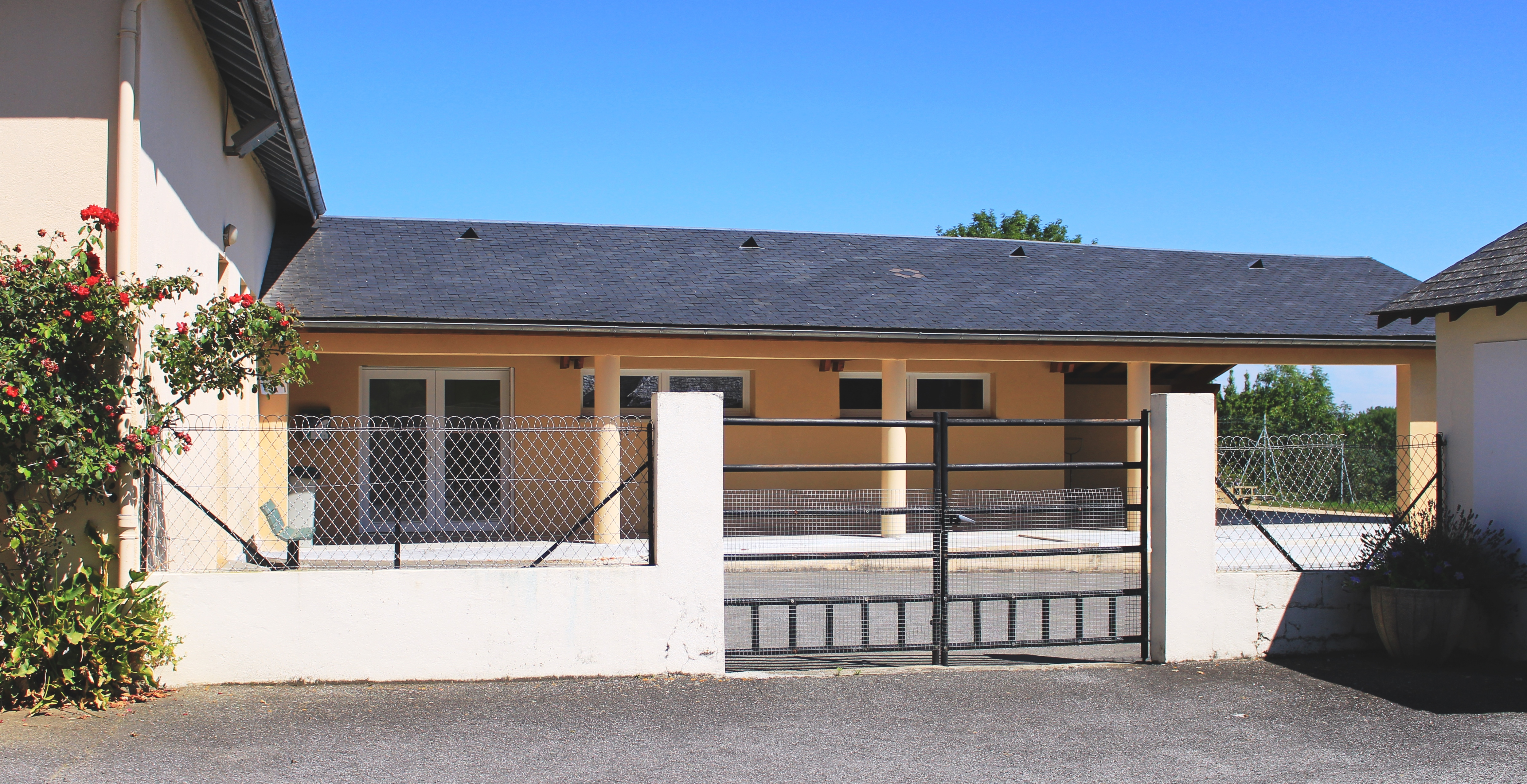
L’école maternelle en 2019.

| 1793 | 1800 | 1806 | 1821 | 1831 | 1836 | 1841 | 1846 | 1851 |
| ---- | ---- | ---- | ---- | ---- | ---- | ---- | ---- | ---- |
| 235  | 204  | 233  | 259  | 259  | 281  | 297  | 304  | 316  |

| 1856 | 1861 | 1866 | 1872 | 1876 | 1881 | 1886 | 1891 | 1896 |
| ---- | ---- | ---- | ---- | ---- | ---- | ---- | ---- | ---- |
| 323  | 293  | 290  | 320  | 315  | 334  | 322  | 315  | 330  |

| 1901 | 1906 | 1911 | 1921 | 1926 | 1931 | 1936 | 1946 | 1954 |
| ---- | ---- | ---- | ---- | ---- | ---- | ---- | ---- | ---- |
| 315  | 300  | 276  | 218  | 209  | 202  | 198  | 188  | 169  |

| 1962 | 1968 | 1975 | 1982 | 1990 | 1999 | 2006 | 2008 | 2013 |
| ---- | ---- | ---- | ---- | ---- | ---- | ---- | ---- | ---- |
| 175  | 170  | 141  | 133  | 161  | 182  | 203  | 209  | 221  |

| 2018 | 2022 | - | - | - | - | - | - | - |
| ---- | ---- | - | - | - | - | - | - | - |
| 221  | 214  | - | - | - | - | - | - | - |

### Enseignement
La commune dépend de l'académie de Toulouse. Elle dispose d’une école en 2017.
- École maternelle.

## Économie

### Revenus
En 2018, la commune compte 100 ménages fiscaux, regroupant 222 personnes. La médiane du revenu disponible par unité de consommation est de 22 100 € (20 420 € dans le département).

### Emploi
|                | 2008  | 2013   | 2018  |
| -------------- | ----- | ------ | ----- |
| Commune        | 6,9 % | 10,3 % | 7,1 % |
| Département    | 7,7 % | 9,4 %  | 9,8 % |
| France entière | 8,3 % | 10 %   | 10 %  |

En 2018, la population âgée de 15 à 64 ans s'élève à 141 personnes, parmi lesquelles on compte 76,6 % d'actifs (69,5 % ayant un emploi et 7,1 % de chômeurs) et 23,4 % d'inactifs,. Depuis 2008, le taux de chômage communal (au sens du recensement) des 15-64 ans est inférieur à celui de la France et du département.
La commune fait partie de la couronne de l'aire d'attraction de Lannemezan, du fait qu'au moins 15 % des actifs travaillent dans le pôle,. Elle compte 11 emplois en 2018, contre 10 en 2013 et 11 en 2008. Le nombre d'actifs ayant un emploi résidant dans la commune est de 102, soit un indicateur de concentration d'emploi de 10,9 % et un taux d'activité parmi les 15 ans ou plus de 60,4 %.
Sur ces 102 actifs de 15 ans ou plus ayant un emploi, 8 travaillent dans la commune, soit 8 % des habitants. Pour se rendre au travail, 93,1 % des habitants utilisent un véhicule personnel ou de fonction à quatre roues, 1 % les transports en commun, 3 % s'y rendent en deux-roues, à vélo ou à pied et 2,9 % n'ont pas besoin de transport (travail au domicile).

## Culture locale et patrimoine

### Lieux et monuments

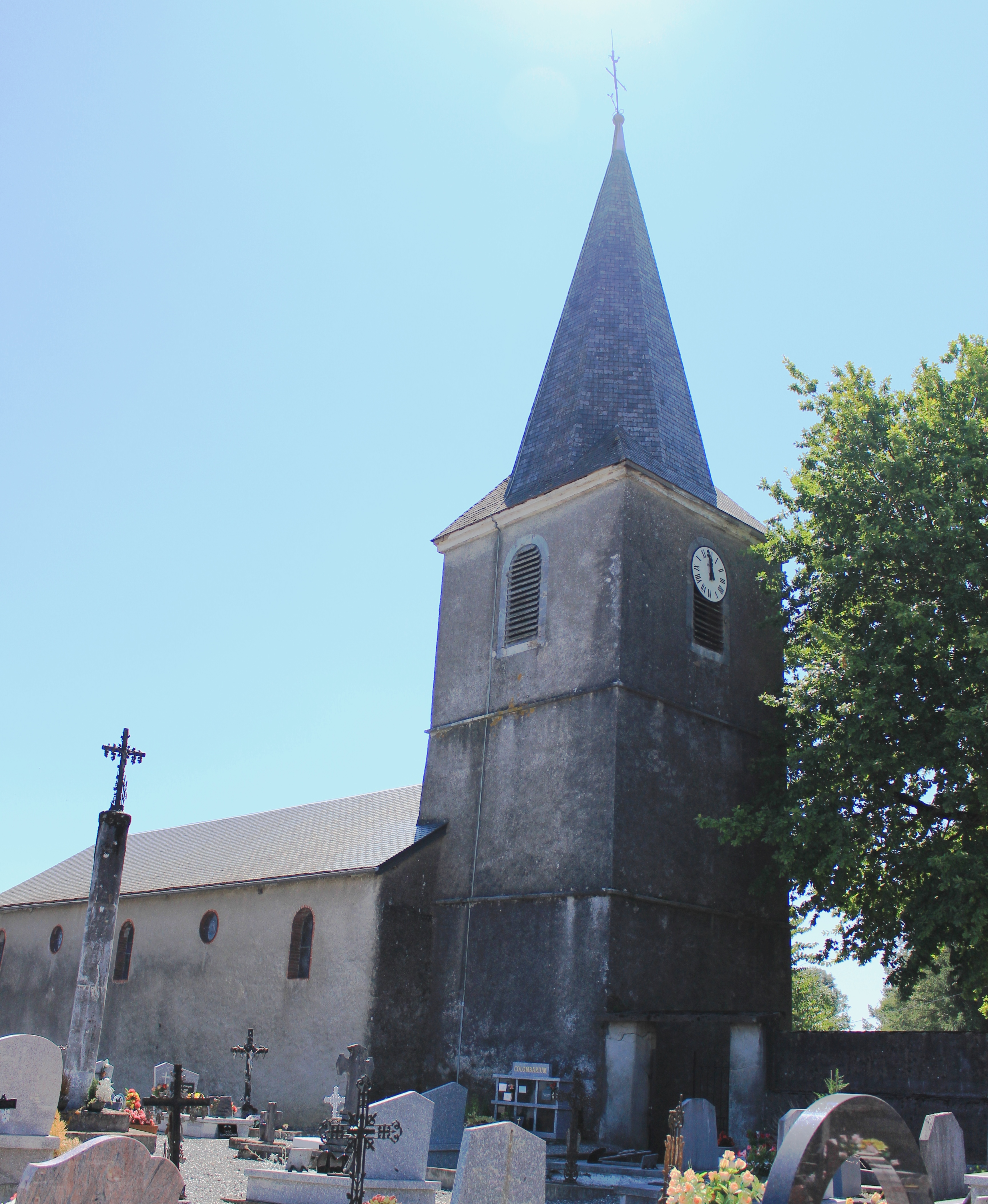
L'église de la Nativité-de-la-Sainte-Vierge en 2019.

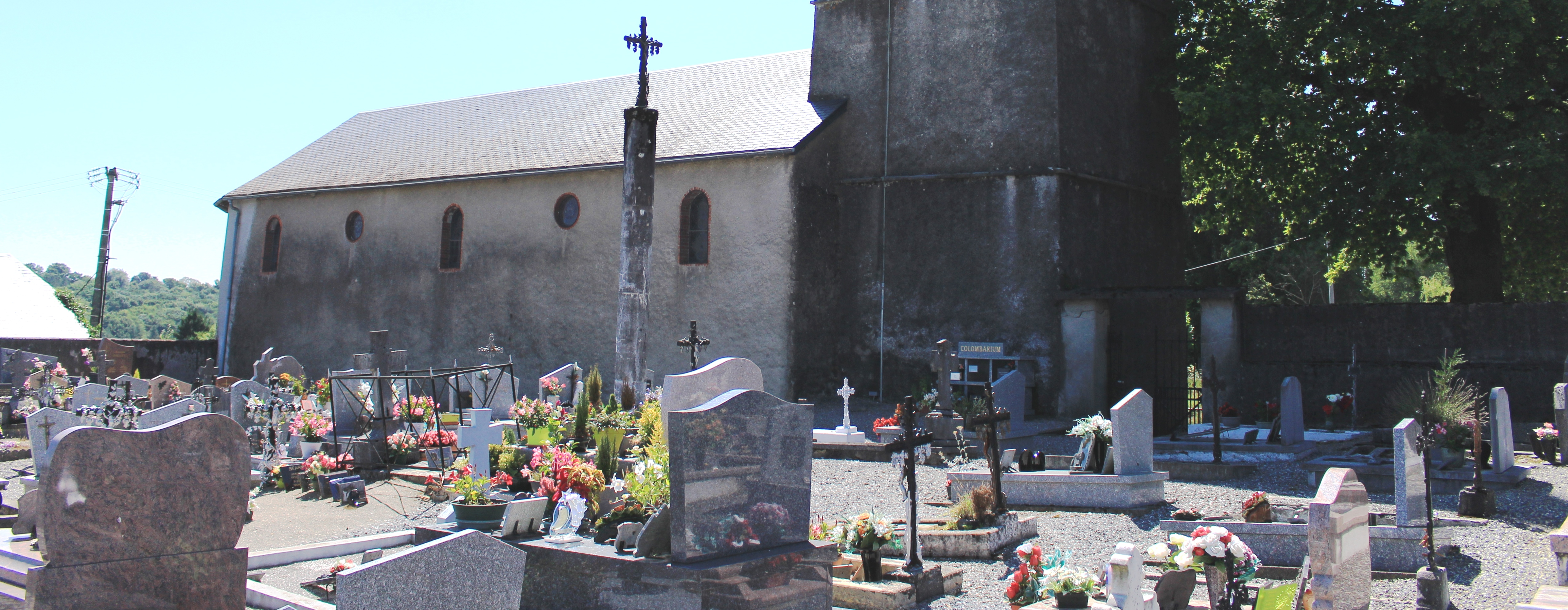
Le cimetière.

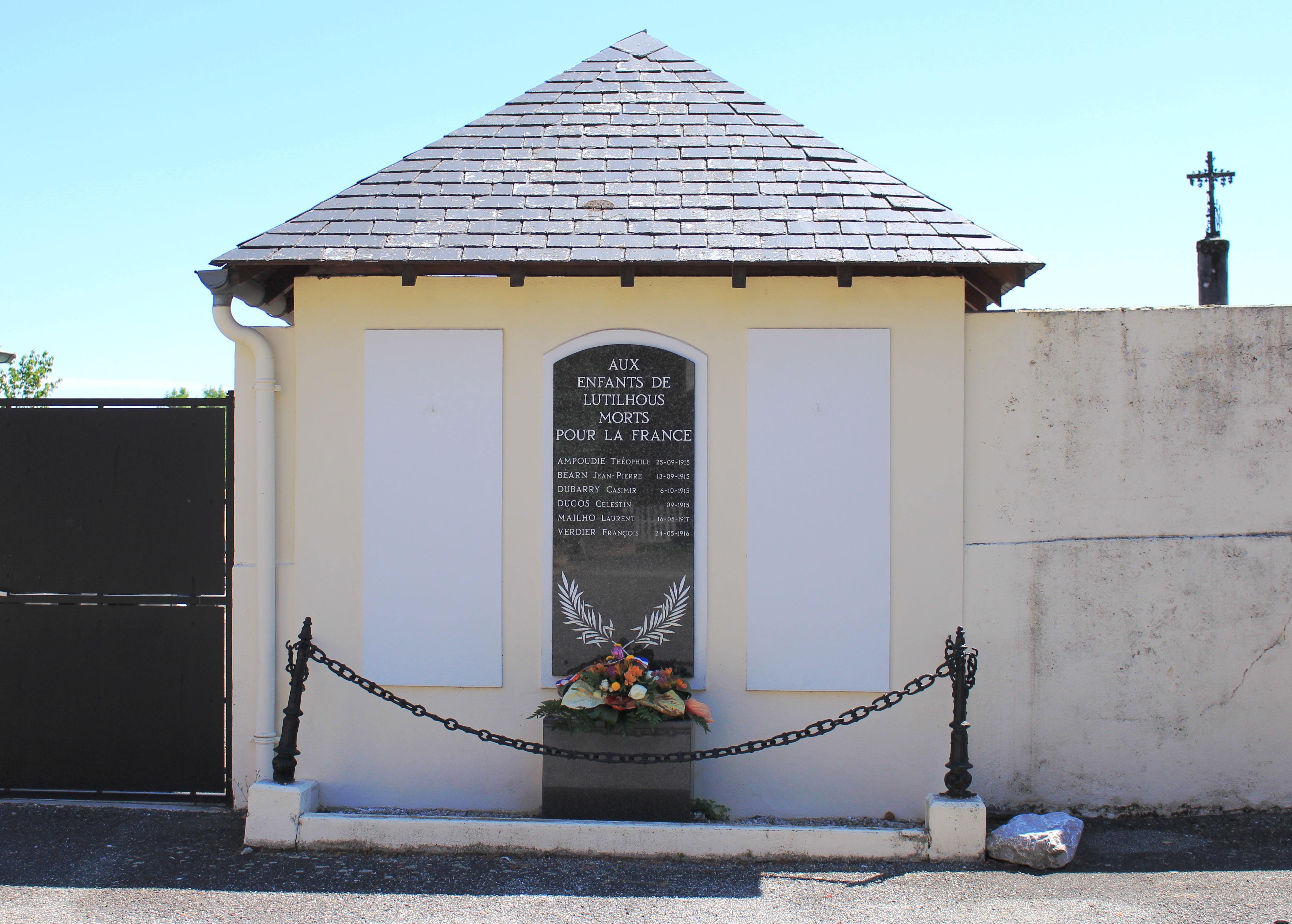
Le monument aux morts municipal.

- Église de la Nativité-de-la-Sainte-Vierge de Lutilhous.

### Personnalités liées à la commune
- Anne Marmouget, mère de Placide Massey, naquit à Lutilhous.

### Héraldique
| Blason | Blasonnement : D'argent à un tilleul de sinople sur une terrasse du même, accosté de deux ours passants affrontés de sable. |